# Wolfgang Eberhard II. von Dalberg
Wolfgang Eberhard II. von Dalberg zu Herrnsheim und Abenheim (* 30. Mai 1679 oder * 30. Juli 1679; † 12. Dezember 1737, bestattet in Herrnsheim) war ein Mitglied der freiherrlichen Familie von Dalberg und Gründer der Linie Dalberg-Herrnsheim, deren letztes männliches Mitglied 1940 starb.

## Herkunft
Wolfgang Eberhard II. von Dalberg war ein Sohn des Reichskammergerichtspräsidenten Philipp Franz Eberhard von Dalberg (* 15. März 1635; † 24. Dezember 1693 in Mainz, bestattet in der Dominikanerkirche in Mainz) und von Anna Katharina Franziska (* 4. Dezember 1644; † 30. Juli 1679 in Speyer, bestattet in der Jesuitenkirche in Speyer), Tochter von Johann XXV. von Dalberg und Anna Antonetta von der Leyen.

## Familie
Wolfgang Eberhard II. heiratete 1713 Anna Maria (* 9. November 1695; † 8. Oktober 1768 in Herrnsheim, bestattet in oder bei St. Peter in Herrnsheim), Tochter von Johann Hermann Greiffenclau zu Vollrads und Anna Liobas von Sickingen. Sie hatten eine Reihe gemeinsamer Kinder:
1. Johann Philipp Emmerich (* 1714[Anm. 1]; † 1723 in Herrnsheim, beigesetzt in oder bei St. Peter in Herrnsheim).[7]
2. Franz Heinrich (* 8. Februar 1716[Anm. 2] in Heidelberg; † 9. Dezember 1776 in Schloss Herrnsheim, beigesetzt in oder bei St. Peter in Herrnsheim) war kurmainzischer und kurtrierischer Geheimer Rat, Statthalter in Worms und 1743 bis 1746 kurmainzischer Oberamtmann in Oppenheim. Seit 1755 amtierte er zusätzlich als Burggraf von Friedberg. Er heiratete Maria Sophie Anna (* 5. Oktober 1722; † 30. November 1763, beigesetzt in oder bei St. Peter in Herrnsheim), Tochter von Karl Anton Ernst von Eltz-Kempenich, genannt Faust von Stromberg.[8]
3. Karl Joseph (eigentlich: Karl Philipp Damian Joseph Ferdinand oder Karl Philipp Damian Joseph Ferdinand[9]) (10. Oktober 1717 in Heidelberg; † 17. Dezember 1778[Anm. 3]) war ab 1729 Domherr in Trier, 1730 bis 1753 Domherr in Würzburg, 1730 Domherr in Mainz und Worms, wurde 1757 kurmainzischer Geheimer Rat und Hofgerichtspräsident in Worms, ab 1766 auch in Mainz[10]. 1761 avancierte er in Worms zum Domdechanten und schließlich zum Generalvikar. 1766 bis 1772 war er Domkantor in Mainz, 1768 Dompropst in Worms und 1772 Domdechant in Mainz und Trier.[11][Anm. 4]
4. Augusta Maria Anna Philippina (getauft am 20. Oktober 1718 in der Heiliggeistkirche in Heidelberg; † 19. Oktober 1719, beigesetzt in oder bei St. Peter in Herrnsheim).[12]
5. Maria Theresia (* 15. August 1721; † 1740 in Kunstadt, bestattet in St. Laurentius in Weinheim) heiratete im September 1739 Johann Wilhelm Ulner von Dieburg, der kurpfälzischer Kammerherr war.[13]
6. Wolfgang Wilhelm (* 1723; † 19. Februar 1726).[14]

## Wirken
Wolfgang Eberhard II. war kaiserlicher Geheimrat, kaiserlicher und kurpfälzischer Hofrat, kurpfälzischer Hofkammerpräsident. Ab 1710 war er Oberamtmann in Lauterecken und Veldenz, ab 1722 Oberamtmann in Oppenheim. Weiter war er Kanzler des Hubertusordens.
Wolfgang Eberhard II. teilte mit seinem Bruder, Franz Eckenbert II., das Familienerbe neu auf und gründete so die Linie Dalberg-Herrnsheim, sein Bruder die Linie Dalberg-Wallhausen. Die Brüder schlossen den Familienvertrag von 1723, nach dem sich bis zum Ende des Alten Reichs die Erb- und Familienverhältnisse der Familie von Dalberg richteten.